# Glyceryl
Glyceryl is een hypothetisch driewaardig radicaal, dat wordt gevormd door de drie hydroxylgroepen van glycerol af te halen.
De molecuulformule is CH2CHCH2.
De structuurformule is:
```
  H H H
  | | | 
H-C-C-C-H
  ° ° °
```

Glyceryl wordt in de cosmetische industrie gebruikt.